# Protura
Classe
Les Protura, protoures en français, sont de petits invertébrés terrestres (0,6 à 1,5 millimètre), ce sont des arthropodes pancrustacés hexapodes entognathes, longtemps considérés comme des insectes (aptérygotes).

## Étymologie
Protura vient du grec proto-, « premier » et ura, « queue ». Il fait référence au manque de structure spécialisée au bout de l'abdomen.

## Description
Leurs corps est étroit et allongé, dépigmenté (de couleur blanchâtre ou jaune pâle), aveugle et démuni d'antennes. Ils ont six pattes et un corps segmenté en trois parties: tête, thorax et abdomen. Ils fuient la lumière vive et recherchent pour la plupart les lieux humides (sols humifères, mousses, sous les pierres et les souches...) souvent dans des forêts de feuillus au climat tempéré.
Les scientifiques ont longtemps cru que les protoures étaient des prédateurs mais de récentes observations les montrent plutôt se nourrissant de débris végétaux et de spores de champignons. Les protoures peuvent être rencontrés dans le monde entier. On en compte plus de cent espèces différentes en Europe et plus de 800 dans le monde. En raison de leur petite taille et d'un intérêt modéré de la part des entomologistes, les protoures n'ont été scientifiquement découverts qu'au début du XXe siècle par Filippo Silvestri, et en France en 1925 par Jean-Robert Denis malgré le fait qu'ils eussent probablement été observés antérieurement par Antonio Berlèse.
Ils jouent un rôle important dans l'équilibre de la faune du sol.
Leur identification nécessite un microscope.
Ils sont caractérisés par : 
- Des pièces buccales ectotrophes (régime suceur), cachées dans la capsule céphalique, non visibles extérieurement (entotrophes), comme c'est aussi le cas chez les diploures.

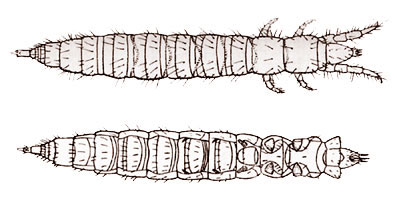
Morphologie générale d'un protoure, vue dorsale et ventrale

- Labre en pointe, mandibules en stylets
- Yeux absents, pas d'antennes, tête généralement plutôt conique
- 1re paire de pattes plus développée, garnie de soies sensorielles, relevée et dirigée vers l'avant ; ces pattes semblant fonctionnellement remplacer les antennes absentes chez les protoures. Ces pattes sont portées plus élevées, comme des antennes.
- abdomen subdivisé en 12 segments chez l'adulte, huit chez le jeune (un segment s'ajoutant à chaque mue), avec des pattes vestigiales sur les 3 premiers segments
- Les tarses ne possèdent qu'un seul segment
- Présence de styles sur les trois premiers segments abdominaux

Les protoures sont amétaboles. À l'éclosion, l'abdomen ne comporte que 9 segments. À chaque mue s'ajoute un segment supplémentaire dans la région apicale (le telson), jusqu'à être sexuellement mature avec 12 segments abdominaux. L'adulte peut continuer de muer mais sans ajout de nouveaux segments abdominaux.

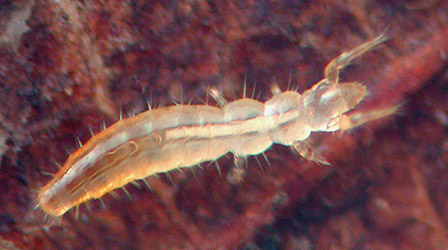
Protoure dans la litière

## Classification
Ils étaient autrefois classés comme un ordre dans la classe des insectes sous-classe des aptérygotes, puis dans classe des Entognatha dans les Hexapoda au côté des insectes. Ils ont aussi été groupés avec les collemboles dans les Ellipura Börner 1910.
Les protoures sont considérés comme le groupe frère de tous les autres Hexapodes. Ils sont désormais traités en classe à part entière.
On en distingue aujourd'hui une centaine d'espèces en Europe, environ 750 dans le monde, regroupées en trois ordres.
Selon Szeptycki, 2007,
- Acerentomata
  - Acerentomidae
  - Hesperentomidae
  - Protentomidae
- Eosentomata
  - Antelientomidae
  - Eosentomidae
- Sinentomata
  - Fujientomidae
  - Sinentomidae

## Spécimens d'étude
La majorité des espèces peuvent être collectées à même le sol, la litière, sous les pierres ou encore les champignons.
La matière récoltée peut ainsi être placée sur une feuille de papier blanc et les spécimens récoltés à l'aide d'une pince fine. La matière peut également être placée dans un appareil de Berlèse afin de faire fuir les spécimens.
Le meilleur moyen de conserver ces hexapodes est le milieu fluide, généralement dans de l'alcool à 80-85 %. Il est généralement nécessaire de monter les spécimens sur des lames de microscope afin de pouvoir en réaliser une étude détaillée.